# Théorie des corps de classes locaux
En mathématiques, la théorie des corps de classes locaux[réf. souhaitée] ou théorie du corps de classes local est l'étude en théorie des nombres des extensions abéliennes des corps locaux. Cette théorie peut être considérée comme achevée. Au début du XXe siècle, après les travaux de Teiji Takagi et Emil Artin qui complétèrent la théorie des corps de classes, les résultats locaux se déduisaient des résultats globaux. Actuellement, c'est le point de vue inverse qui est le plus répandu : les résultats locaux sont établis au préalable puis permettent de déduire les correspondances globales.
La théorie de base concerne, pour un corps local K, la description du groupe de Galois G de l'extension abélienne maximale de K. Ceci est relié à K×, le groupe des unités de K. Ces groupes ne peuvent pas être isomorphes : en tant que groupe topologique G est profini et donc compact, alors que K× n'est pas compact. 
Dans le cas où K est une extension finie du corps ℚp des nombres p-adiques, K× est isomorphe au produit direct de ℤ par un groupe compact. L'opération topologique principale est de remplacer le groupe cyclique infini ℤ par le groupe {\displaystyle {\widehat {\mathbb {Z} }}}, qui est son complété profini suivant ses sous-groupes d'indice fini. Ceci peut être fait en munissant K× d'une topologie adéquate, puis en le complétant pour celle-ci. Grossièrement, la théorie du corps de classes local identifie alors le groupe obtenu avec G.